# 西御料駅
西御料駅（にしごりょうえき）は北海道旭川市西御料4条3丁目にある北海道旅客鉄道（JR北海道）富良野線の駅である。事務管理コードは▲121713。駅番号はF31。

## 歴史
1957年（昭和32年）から富良野線の気動車列車が運転開始されたことに伴い、新設された駅のひとつである。

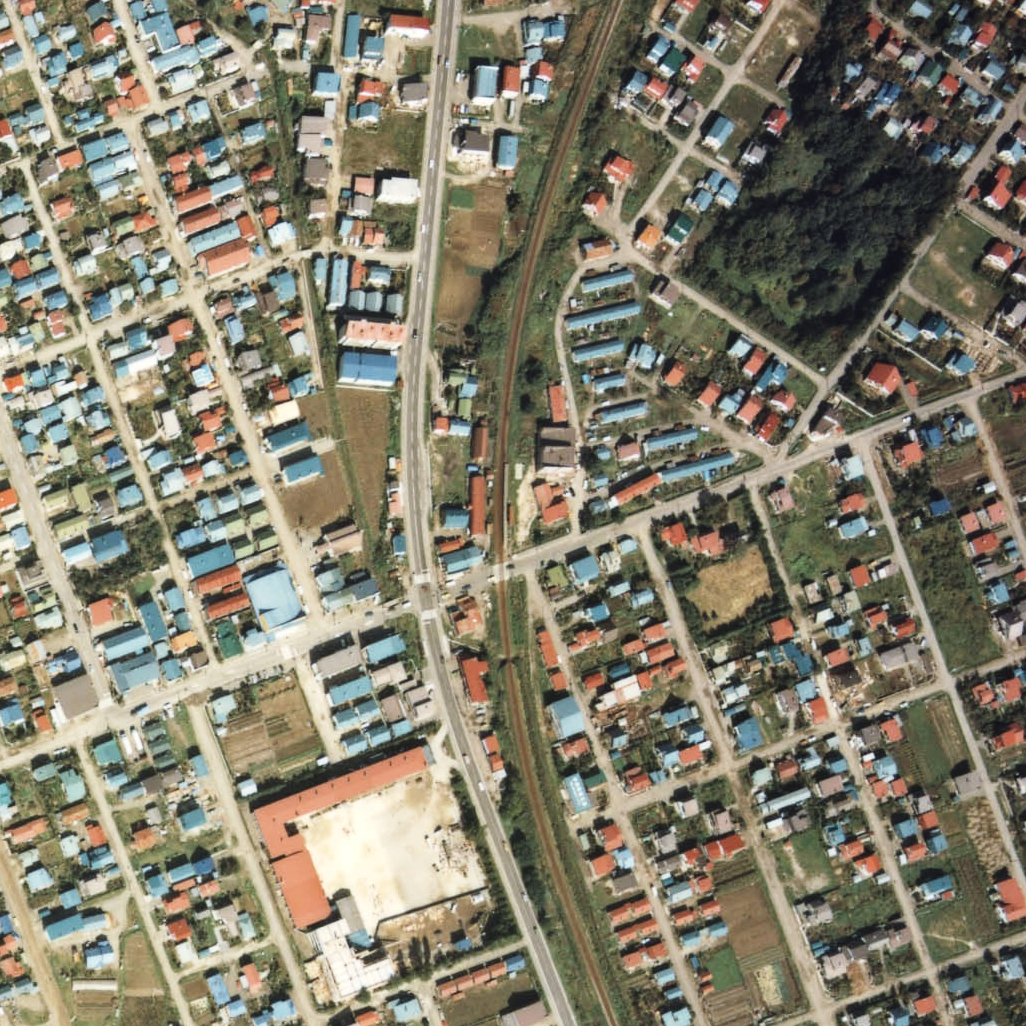
1977年の神楽岡駅と周囲約500m範囲。下が富良野方面。

### 年表
- 1957年（昭和32年）12月1日：富良野線に気動車を投入。併せて西御料仮乗降場として西神楽駅 - 旭川駅間に新設[3][注釈 1]。

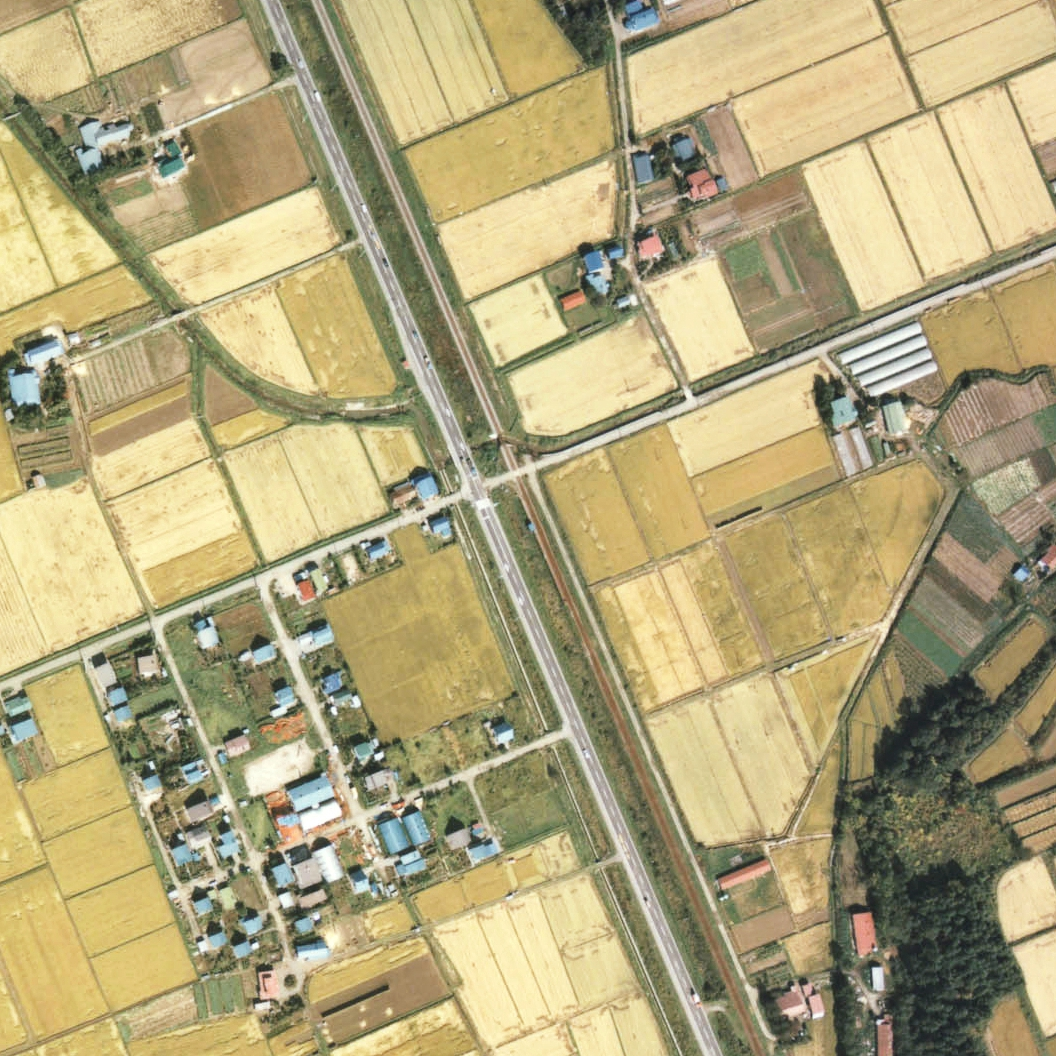
1977年の西御料駅と周囲約500m範囲。下が富良野方面。

- 1958年（昭和33年）3月25日：正規の駅として開業[1][4]。旅客のみ取扱い[1]。
- 1987年（昭和62年）4月1日：国鉄分割民営化により、北海道旅客鉄道（JR北海道）の駅となる[1]。
- 1999年（平成11年）：国道拡幅と西御料駅付近の宅地開発に伴い、ホームと待合室の場所が、国道側から反対側に移された。

### 駅名の由来
当地はもともと御料地であり、「御料」と呼ばれていたが、その西方にあるため西を冠した。なお、当駅から西聖和駅まで、「西」を冠する駅名が4駅連続する。

## 駅構造
- 棒線ホーム1面1線の地上駅である。
- 旭川駅管理の無人駅。便所は設置されていない。

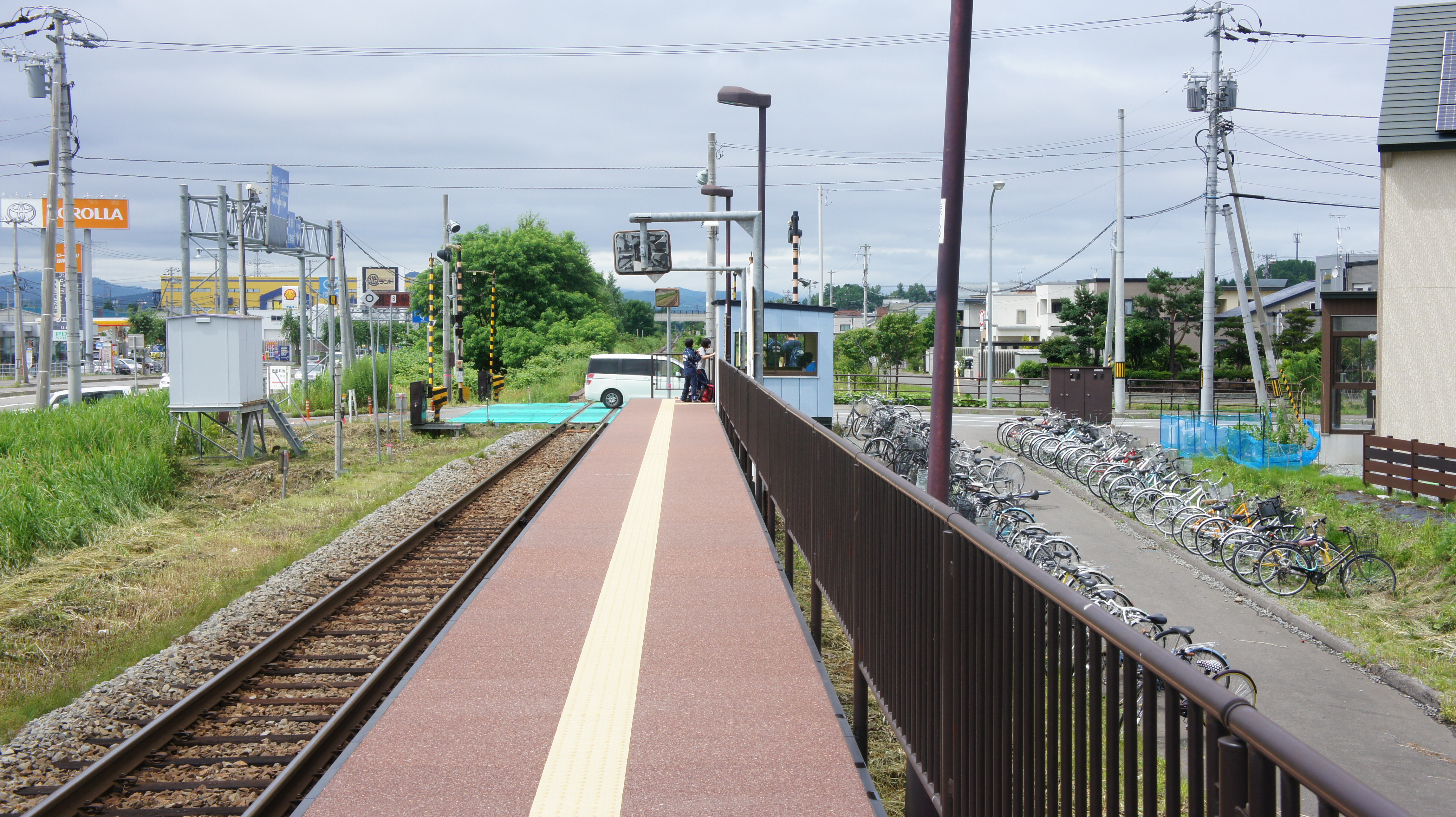
ホーム（2017年7月）
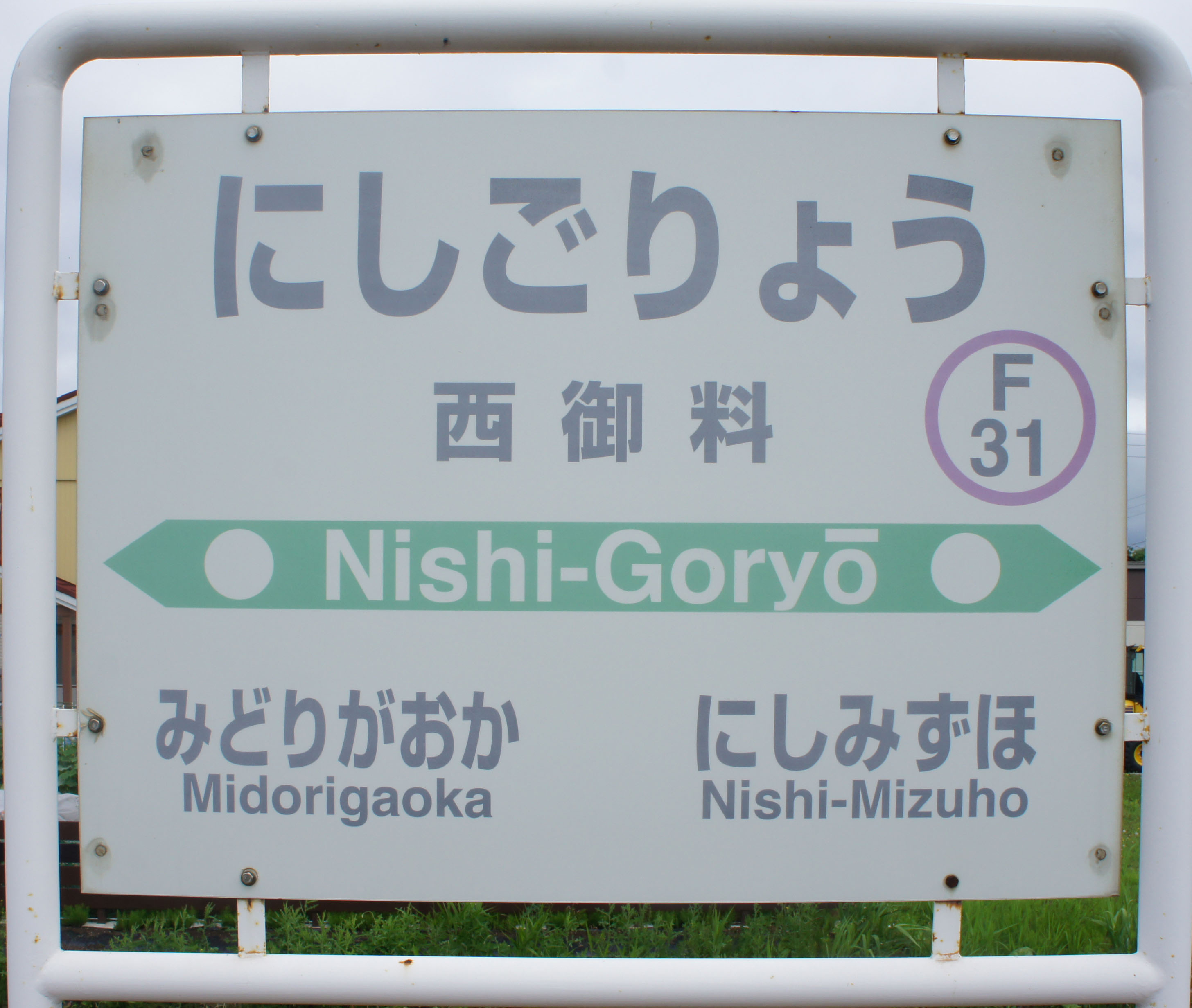
駅名標（2017年7月）

## 利用状況
乗車人員の推移は以下のとおり。年間の値のみ判明している年については、当該年度の日数で除した値を括弧書きで1日平均欄に示す。乗降人員のみが判明している場合は、1/2した値を括弧書きで記した。
また、「JR調査」については、当該の年度を最終年とする過去5年間の各調査日における平均である。
| 年度               | 乗車人員 | 乗車人員 | 乗車人員 | 出典       | 備考                 |
| 年度               | 年間     | 1日平均  | JR調査   | 出典       | 備考                 |
| ------------------ | -------- | -------- | -------- | ---------- | -------------------- |
| 1992年（平成04年） |          | (142.0)  |          |            | 1日平均乗降客数284人 |
| 2016年（平成28年） |          |          | 269.2    | [ JR北 1 ] |                      |
| 2017年（平成29年） |          |          | 260.4    | [ JR北 2 ] |                      |
| 2018年（平成30年） |          |          | 259.8    | [ JR北 3 ] |                      |
| 2019年（令和元年） |          |          | 250.0    | [ JR北 4 ] |                      |
| 2020年（令和02年） |          |          | 225.8    | [ JR北 5 ] |                      |
| 2021年（令和03年） |          |          | 206.0    | [ JR北 6 ] |                      |
| 2022年（令和04年） |          |          | 193.6    | [ JR北 7 ] |                      |
| 2023年（令和05年） |          |          | 179.0    | [ JR北 8 ] |                      |

## 駅周辺
北海道旭川工業高等学校・北海道旭川南高等学校まで徒歩20分ほど。
- 国道237号
- 旭川医科大学・旭川医科大学病院
- 旭川リサーチパーク
- 中小企業大学校旭川校
- 道北バス「5号」停留所

## 隣の駅
北海道旅客鉄道（JR北海道）
■富良野線
緑が丘駅 (F30) - 西御料駅 (F31) - *西瑞穂駅 (F32) - 西神楽駅 (F33)
*:一部の上り列車は西瑞穂駅を通過する。